# Cantonul Belley
Cantonul Belley este un canton din arondismentul Belley, departamentul Ain, regiunea Rhône-Alpes, Franța.

## Comune
| Comune                      | Populație (1999) | Cod poștal | Cod INSEE |
| --------------------------- | ---------------- | ---------- | --------- |
| Ambléon                     | 123              | 01300      | 01006     |
| Andert-et-Condon            | 331              | 01300      | 01009     |
| Arbignieu                   | 473              | 01300      | 01015     |
| Belley                      | 8 750            | 01300      | 01034     |
| Brégnier-Cordon             | 746              | 01300      | 01058     |
| Brens                       | 993              | 01300      | 01061     |
| Chazey-Bons                 | 715              | 01300      | 01098     |
| Colomieu                    | 116              | 01300      | 01110     |
| Conzieu                     | 119              | 01300      | 01117     |
| Cressin-Rochefort           | 361              | 01350      | 01133     |
| Izieu                       | 196              | 01300      | 01193     |
| Lavours                     | 130              | 01350      | 01208     |
| Magnieu                     | 418              | 01300      | 01227     |
| Massignieu-de-Rives         | 573              | 01300      | 01239     |
| Murs-et-Gélignieux          | 238              | 01300      | 01268     |
| Nattages                    | 549              | 01300      | 01271     |
| Parves                      | 342              | 01300      | 01286     |
| Peyrieu                     | 791              | 01300      | 01294     |
| Pollieu                     | 156              | 01350      | 01302     |
| Prémeyzel                   | 251              | 01300      | 01310     |
| Saint-Bois                  | 120              | 01300      | 01340     |
| Saint-Champ                 | 138              | 01300      | 01341     |
| Saint-Germain-les-Paroisses | 367              | 01300      | 01358     |
| Virignin                    | 798              | 01300      | 01454     |